# Олдрин (кратер)
Олдрин е малък лунен кратер разположен в южната част на Морето на спокойствието (Mare Tranquillitatis). Има диаметър 3,4 км и дълбочина 0,6 км.
Лежи близо до мястото където се е приземил Аполо 11. Кратерът е наименуван на Бъз Олдрин. Този кратер е най-западния от три такива кръстени на трите члена от екипажа на Аполо 11. На изток е мястото на кацане на Сървейър 5.